# Konstanca Aragonska
Konstanca Aragonska je bila aragonska princesa, ki je s prvo poroko postala ogrska kraljica in z drugo kraljica Nemčije in Sicilije ter cesarica Svetega rimskega cesarstva. Od leta 1212 do 1220 je bila regentka Sicilije, * 1179, Lizbona, Kraljevina Portugalska, † 23. junij 1222, Italija.
Bila je drugi otrok in najstarejša hčerka od devetih otrok Alfonza II. Aragonskega in Sanče Kastiljske.

## Kraljica Ogrske
Po očetovi smrti leta 1196 je o njeni usodi odločal novi kralj, Konstancin brat Peter II. Peter je organiziral njeno poroko z ogrskim kraljem Emerikom in devetnajstletna Konstanca je odšla iz Aragonije na Ogrsko. Poroka je bila leta 1198. Dve leti pozneje, leta 1200, je kraljica rodila sina Ladislava.
Umirajoči kralj Emerik je 26. avgusta 1204 za svojega sovladarja kronal Ladislava. Emerikov brat Andrej je obljubil, da bo do polnoletnosti skrbel za kraljevega sina, zavaroval njegovo nasledstvo in mu pomagal vladati v Ogrskem kraljestvu. Emerik je tri mesece kasneje umrl.
Nasledil ga je Ladislav z Andrejem kot regentom. Andrej je kmalu prevzel vso kraljevsko oblast, medtem ko sta bila Ladislav in Konstanca komaj kaj več kot njegova ujetnika. Konstanci je z Ladislavom uspelo pobegniti na Dunaj. Begunca sta našla zatočišče na dvoru avstrijskega vojvode Leopolda VI. Ladislav je kmalu zatem 7. maja 1205 umrl. Nekdanji regent in zdaj ogrski kralj Andrej II. je svojega nečaka pokopal v kraljevi kripti v stolnici v Székesfehérvárju. Vojvoda Leopold je poslal Konstanco nazaj v Aragonijo.

## Cesarica Svetega rimskega cesarstva
Po vrnitvi v Aragonijo se je nastanila pri svoji materi, kraljici Sanči, v opatiji Nuestra Senora v Sijeni, kjer je ostala tri leta.
Brat in kralj Peter II. je želel biti v dobrih odnosih s papežem Inocencem III., saj je hotel razveljaviti zakon z Marijo Montpelliersko in je za ločitev potreboval papežev blagoslov. Papež je predlagal poroko ogrske kraljice vdove z mladim kraljem Friderikom II., cesarjem Svetega rimskega cesarstva. Aragonski kralj je predlog sprejel. Konstanca je zapustila samostan in se leta 1208 odpravila na Sicilijo. Poroka s Friderikom je bila v Messini 15. avgusta 1209. Konstanca je bila hkrati tudi kronana za kraljico Sicilskega kraljestva. Stara je bila trideset let, njen novi mož pa komaj štirinajst. Dve leti kasneje je rodila sina Henrika.
9. decembra 1212 je bil Friderik okronan za nemškega kralja kot protikralj Otona IV., cesarja Svetega rimskega cesarstva. Med odsotnostjo svojega moža je Konstanca do leta 1220 ostala na Siciliji kot regentka kraljestva.
Friderik je sprva vladal samo v južni Nemčiji, ko je bil Oton IV. 5. julija 1215 odstavljen, pa je bila Konstanca skupaj z možem okronana za nemško kraljico.
Papež Honorij III. je 22. novembra 1220 Friderika okronal za cesarja Svetega rimskega cesarstva. Konstanca je postala cesarica Svetega rimskega cesarstva, njun sin Henrik pa novi nemški kralj. Manj kot dve leti kasneje je v Catanii umrla zaradi malarije. Pokopana je bila v stolnici v Palermu v rimskem sarkofagu skupaj s svojo čudovito krono.